# 内田利広
内田 利広（うちだ としひろ、1972年8月12日 - ）は、長崎県出身の元サッカー選手、サッカー指導者。ポジションはMF（守備的MF）。

## 来歴
小学生時代に多比良少年団で全日本少年サッカー大会準優勝、中学時代に国見中学で全国中学校サッカー大会準優勝、高校時代に国見高等学校で全国高校サッカー選手権大会優勝の実績を持つ。またU-17サッカー日本代表やバルセロナ五輪予選代表にも選出されている。
1995年に入団した名古屋グランパスエイトでは1試合の出場に留まったが、1997年に移籍したセレッソ大阪では運動量の多い、いぶし銀のボランチとして66試合に出場した。
現役引退後はセレッソ大阪ユースのコーチを経て、2003年以降は国見町（現：雲仙市）役場に勤務している。
2005年に長崎県からJリーグ参入を目指していた、V・ファーレン長崎のコーチ兼選手、2006年からはコーチに就いていた。

## 所属クラブ
- 1988年-1990年 国見高校
- 1991年-1994年 明治大学
- 1995年-1996年 名古屋グランパスエイト
- 1997年-2000年 セレッソ大阪
- 2005年 V・ファーレン長崎（※コーチ兼任）

## 個人成績
| 国内大会個人成績 | 国内大会個人成績 | 国内大会個人成績 | 国内大会個人成績 | 国内大会個人成績 | 国内大会個人成績 | 国内大会個人成績 | 国内大会個人成績 | 国内大会個人成績 | 国内大会個人成績 | 国内大会個人成績 | 国内大会個人成績 |
| 年度             | クラブ           | 背番号           | リーグ           | リーグ戦         | リーグ戦         | リーグ杯         | リーグ杯         | オープン杯       | オープン杯       | 期間通算         | 期間通算         |
| 年度             | クラブ           | 背番号           | リーグ           | 出場             | 得点             | 出場             | 得点             | 出場             | 得点             | 出場             | 得点             |
| 日本             | 日本             | 日本             | 日本             | リーグ戦         | リーグ戦         | リーグ杯         | リーグ杯         | 天皇杯           | 天皇杯           | 期間通算         | 期間通算         |
| ---------------- | ---------------- | ---------------- | ---------------- | ---------------- | ---------------- | ---------------- | ---------------- | ---------------- | ---------------- | ---------------- | ---------------- |
| 1995             | 名古屋           | -                | J                | 1                | 0                | -                | -                |                  |                  |                  |                  |
| 1996             | 名古屋           | -                | J                | 0                | 0                | 0                | 0                |                  |                  |                  |                  |
| 1997             | C大阪            | 16               | J                | 23               | 1                | 2                | 0                |                  |                  |                  |                  |
| 1998             | C大阪            | 14               | J                | 2                | 0                | 3                | 0                |                  |                  |                  |                  |
| 1999             | C大阪            | 13               | J1               | 28               | 0                | 4                | 0                |                  |                  |                  |                  |
| 2000             | C大阪            | 13               | J1               | 13               | 0                | 1                | 0                |                  |                  |                  |                  |
| 通算             | 日本             | 日本             | J1               | 67               | 1                | 10               | 0                |                  |                  |                  |                  |
| 総通算           | 総通算           | 総通算           | 総通算           | 67               | 1                | 10               | 0                |                  |                  |                  |                  |

## 指導歴
- 2001年-2002年 セレッソ大阪：ユースコーチ
- 2005年- Vファーレン長崎：コーチ（※2005年は選手兼任）